# 萊泰涅

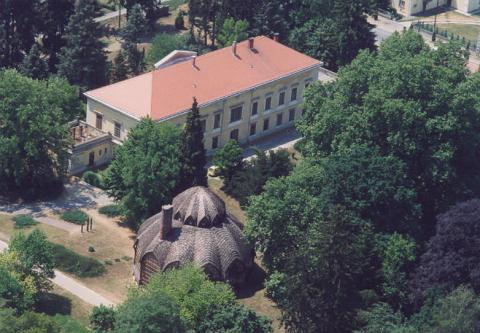

萊泰涅是匈牙利的城鎮，位於該國西部，毗鄰與克羅地亞接壤的邊境，由佐洛州負責管轄，面積41.74平方公里，2011年人口4,119，其中約九成居民信奉天主教。